# Lokeren
Lokeren és un municipi de Bèlgica, situat al Durme a la província de Flandes Oriental, que forma part de la regió flamenca. L'1 de setembre de 2009 tenia 39.160 habitants (un creixement de 884 des de 2007).

## Geografia

Mapa de Lokeren
I. Lokeren
II. Daknam
III. Eksaarde
IV. Heiende
V. Doorselaar

A més de la ciutat de Lokeren hi ha quatre nuclis: Daknam, Eksaarde, Heiende i Doorselaar.
Fins als anys cinquanta del segle passat, el riu tenia una certa importància econòmica, avui només serveix per a la navegació de plaer, com que la part entre Lokeren i Hamme ja no és navegable. La construcció de l'autopista E17 va atreure noves indústries als polígons que van agençar-se al costat de la nova via.

## Monuments, museus, parcs naturals
- Stedelijk Museum (Museu cívic)

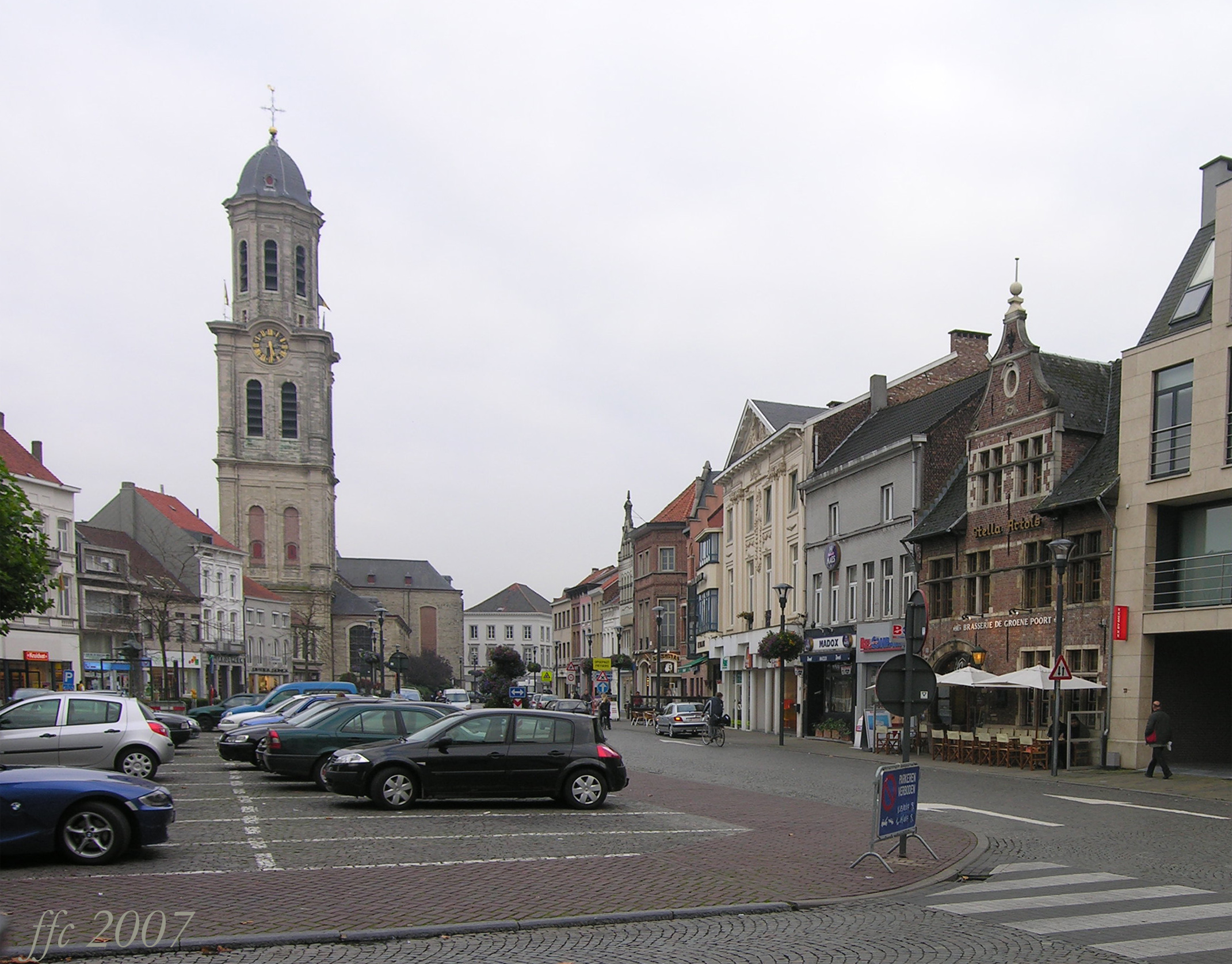
Plaça major i església Sant Llorenç

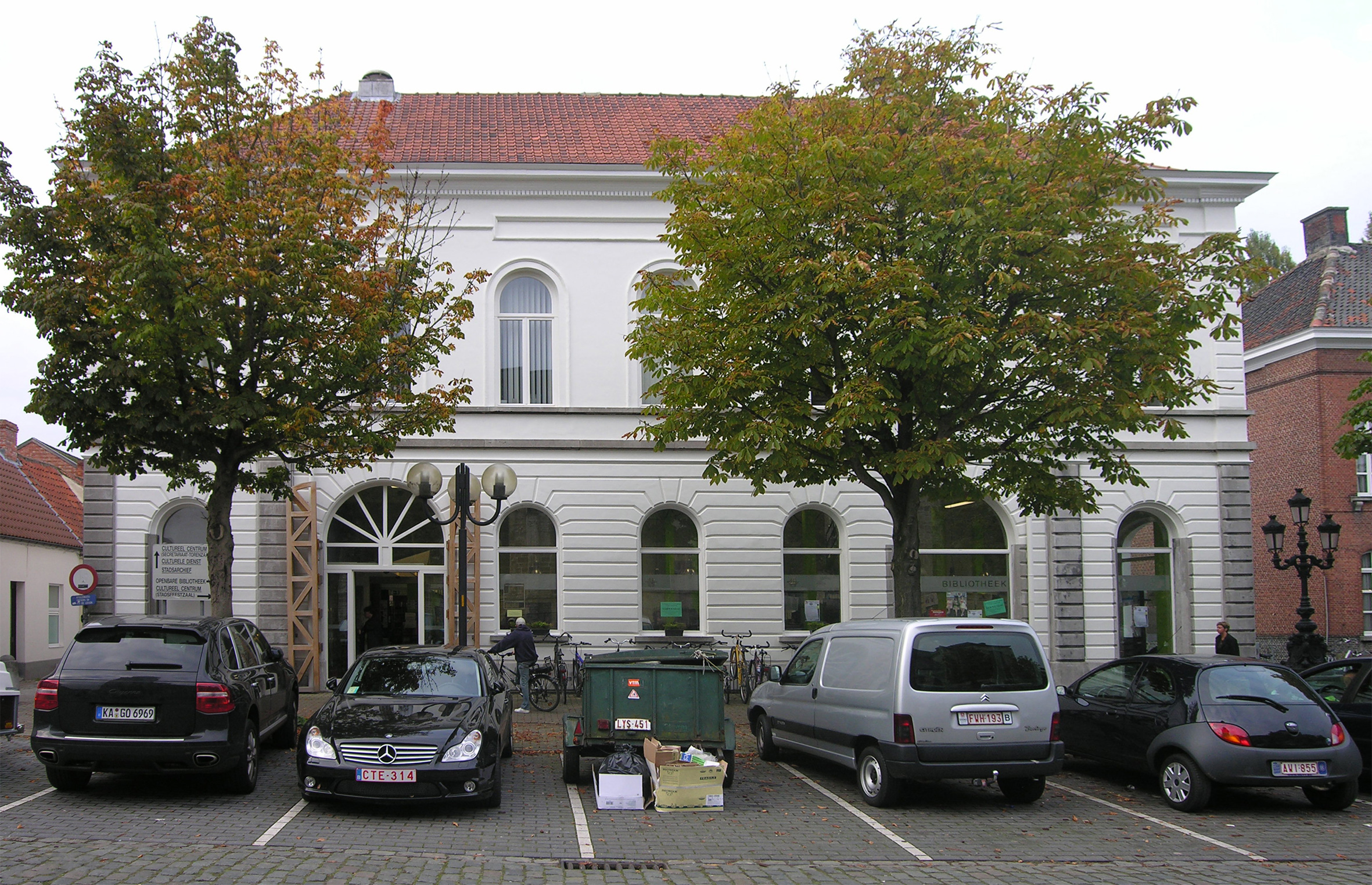
Biblioteca municipal i centre cultural

- La biblioteca municipal i el centre cultural
- Casa de la Vila: un edifici en estil rococó construït segons els plans de l'arquitecte gantenc David 't Kindt el 1761. Els ferros forjats de l'escala, les portes, el balcó i l'astrolabi són del ferreter brussel·lès Jacob Delmotte.
- Església Sant Llorenç (Sint-Laurentiuskerk'). L'edifici actual i la torre occidental, construïts del 1719 al 1725, reemplacen una església anterior que va cremar. El primer esment escrit d'un lloc de culte a aquest indret data del 1139. La torre conté un carilló de 49 campanes (inaugurat el 1956): la més feixuga pesa 3660 kg, la més petita 11,2 kg.[2]
- El parc natural del Molsbroek: un parc de 80 hectàrees de prats humits al marge del Durme al costat de la ciutat.

## Fills de Lokeren
- Aimé Anthuenis, entrenador de futbol
- Chris Van den Durpel, actor còmic
- François Vander Elst, futbolista
- Miet Smet, política
- Chris Van den Durpel, actor còmic
- Willy Linthout, dibuixant dels còmics Urbanus
- Tania Van der Sanden, actriu

## Gastronomia

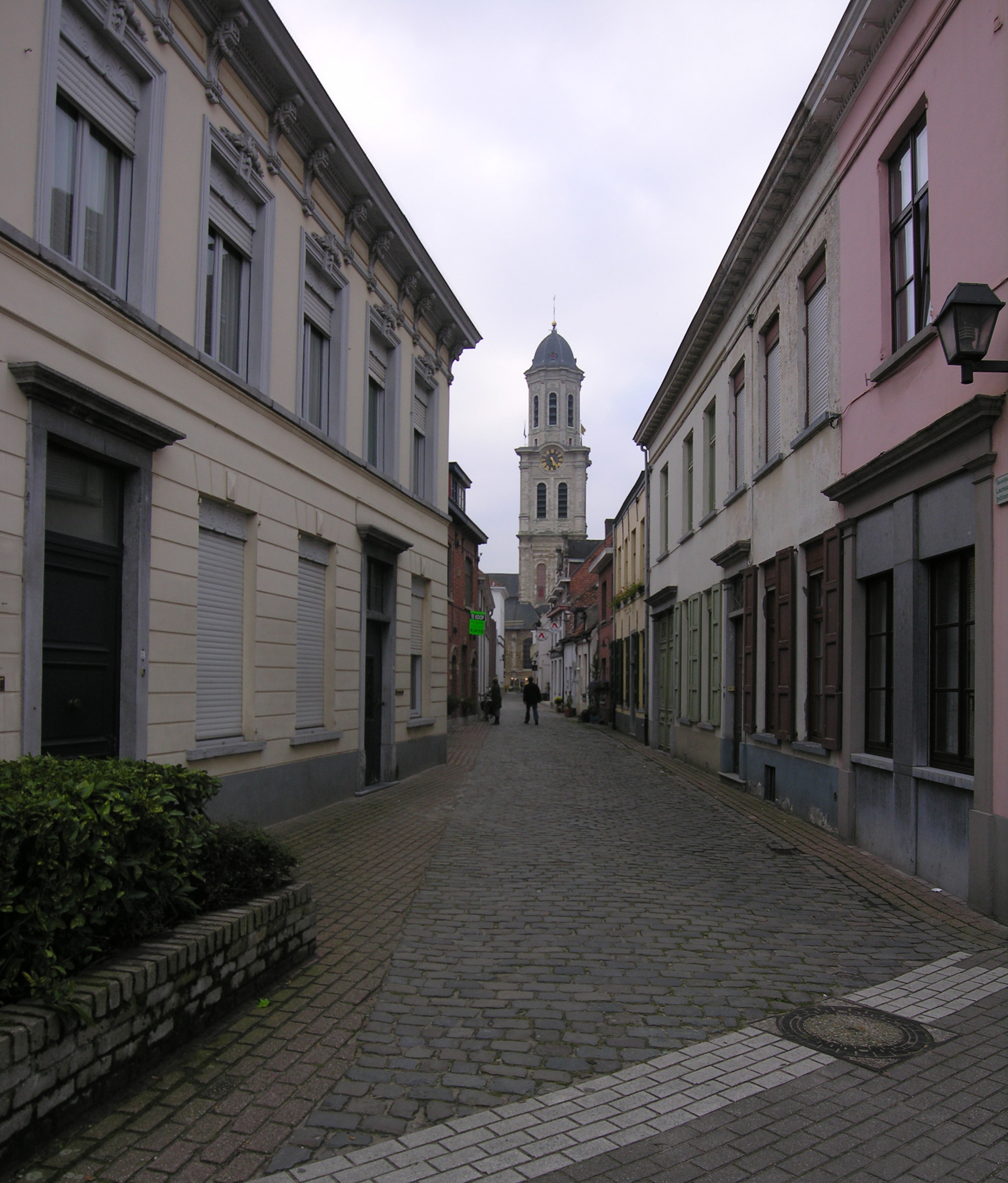
Torenstraat (carrer de la torre)

Botifarres de cavall (Lokerse Paardenworsten), un plat que data del temps quan l'única carn que la gent pobre podia pagar-se era la de vells cavalls desafectats dels masos i castells de l'entorn han quedat una especialitat de la ciutat.